# 鄭其仁
鄭其仁（1754年—1788年），表字彭年，號靜齋，臺灣清治時期臺灣府臺灣縣西定坊人。鄭其仁為幫助清廷平息林爽文事件的軍事人物，並戰死於動亂中。朝廷聞訊後，追加賜予都司軍銜，並將他入祀京師昭忠祠，封爵雲騎尉。

## 生平
鄭其仁年少時期即是一位能夠輕易舉起重石的大力士；十八歲那年，他進入鳳山縣的武術學校。他曾三度赴考鄉試，但皆未錄取功名，他因而定居在鳳山姜園庄，以耕作維生。
西元1787年，林爽文相繼攻下彰化縣城及竹塹城，建元「順天」，並持續領兵向南方的諸羅山等地進攻。鳳山人莊大田起兵響應林爽文，並邀請頗負眾望鄭其仁共襄盛舉，鄭其仁拒絕之，趁夜越過城垣逃走。本來鄭其仁計畫要協同妻子一同離開，但其妻突然憂鬱症病發、死於途中。鄭其仁葬之於水邊後，隻身乘船至臺灣府城報官，臺灣知府楊廷理聽聞後隨即召集鄉勇從事防禦事宜。
乾隆五十三年（1788年），鄭其仁與楊廷理共同征服南部，鄭其仁為前驅。前進到放索（今枋寮）水底寮下埤頭，遭遇埋伏被害，時年三十四歲。後來清政府謚號忠勇，世襲雲騎尉，配祀北京昭忠祠。嘉慶十二年，加祀於臺灣縣忠孝節義祠。據鄭其仁後代稱，鄭其仁遇害時，頭被劈成兩半，一半遍尋不著，乃以銀塑頭補之。

## 墓葬與發現
鄭其仁死後墓葬於洲仔尾一帶，其墓址一說原是鄭成功墓址，一說是鄭克𡒉墓址。據鄭其仁後代稱葬於洲仔尾「白馬穴」，正月掃墓時，在府城的子孫出小北門後，還需步行一二時辰，才能抵達墓園。過去傳說當地曾有白馬精出沒，會在晚上出現破壞田裡莊稼或器物。當地居民暗中跟蹤，發現白馬精消失在一座大墓附近，而這座墓就是鄭其仁之墓，墓前有一對石馬。當地居民認為白馬精就是石馬所化，不過不使用一般以銅針、黑狗血破解的方式，而是直接打斷石馬的腳，據說後來白馬精果然不再出現。
昭和八年（1933年）夏天，任教於臺南第一中學校（今南二中）的東洋史教諭前島信次以「關於鄉土歷史、傳說、迷信」為該年學生暑假作業的主題，其中一位學生小林悅郎以石馬傳說為作業，小林的父親任職於三崁店製糖會社，他寫道「傳說在三崁店附近的洲仔尾小聚落，有一個大有來頭的古墓，墓庭立有兩隻石馬，因夜時經常損毀農作物，所以距今約百年前，石馬就被埋入地下。」前嶋信次將此事告知同事野田八平，野田八平與臺南一中教頭鹽塚勝之、前島信次、錦町坂本寫真館主坂本憲章及本土學者石暘睢5人，一起探查傳說答案。昭和八年11月12日，於新豐郡永康庄園地發現五尺高的石柱，然後在石柱不遠處雜草發現被沙土掩埋的墳墓，墓碑刻有「嘉慶丁卯年修、聖旨欽賜祭葬人祀昭忠祠軍功遊府加都閫府世襲雲騎尉罔替鄭府君佳塋」字樣。並在地下六尺處發現一隻石馬，長六尺、高四尺，重1500餘斤。得到業主唐全祿的允諾後，送到安平史料館陳列。:76-77
此次出土的石馬據說被石暘睢移置到赤嵌樓內。鄭其仁墓後來湮沒不見。到了民國四十二年（1953年）11月13日，臺南縣文獻會的吳新榮與石暘睢等人到永康鄉進行調查時，鄭其仁墓已是「被人毀壞，只剩下兩個小土堆。而一枝華表的石柱，尚埋於田畦之下。村長叫一農民來挖掘，柱長一丈二尺二寸，周圍三尺六寸，是個六角面的大石柱，柱頂刻一石象，柱頭尚有一半埋於土中。我們六個人合力將石柱的下面翻過來一看，刻有「勳照東港千秋勇氣壯山河」，字劃雄勁是一個難得的東西。」石暘睢則表示若臺南縣不願保存，最好讓歷史館載回去和石馬給人參觀。:72-73:82
民國六十五年（1976年）春天，成大教授石萬壽受鹽行村民委託代查文獻，撰寫新建鹽行天后宮碑文。在採訪中聽到白馬穴是鄭成功墓一事。11月，石萬壽透過臺南市文獻委員郭德鈴展開考古，決定挖掘。邀請擅長地電阻法探勘地層的周泰宏參加。民國六十六年（1977年）2月16日，石萬壽、郭德鈴與周泰宏在南良實業公司（當時為南良紡織廠）大門進去右側一帶挖到鄭其仁墓，並發現了另一匹石馬（現存於鹽行天后宮後方）。而這兩匹石馬的前腿都被打斷，與傳說中馬腿被居民打斷相符。不過前臺南市文獻委員楊森富曾表示，這兩匹石馬的腿之所會斷可能是當初林爽文子弟兵的後代報復所致。

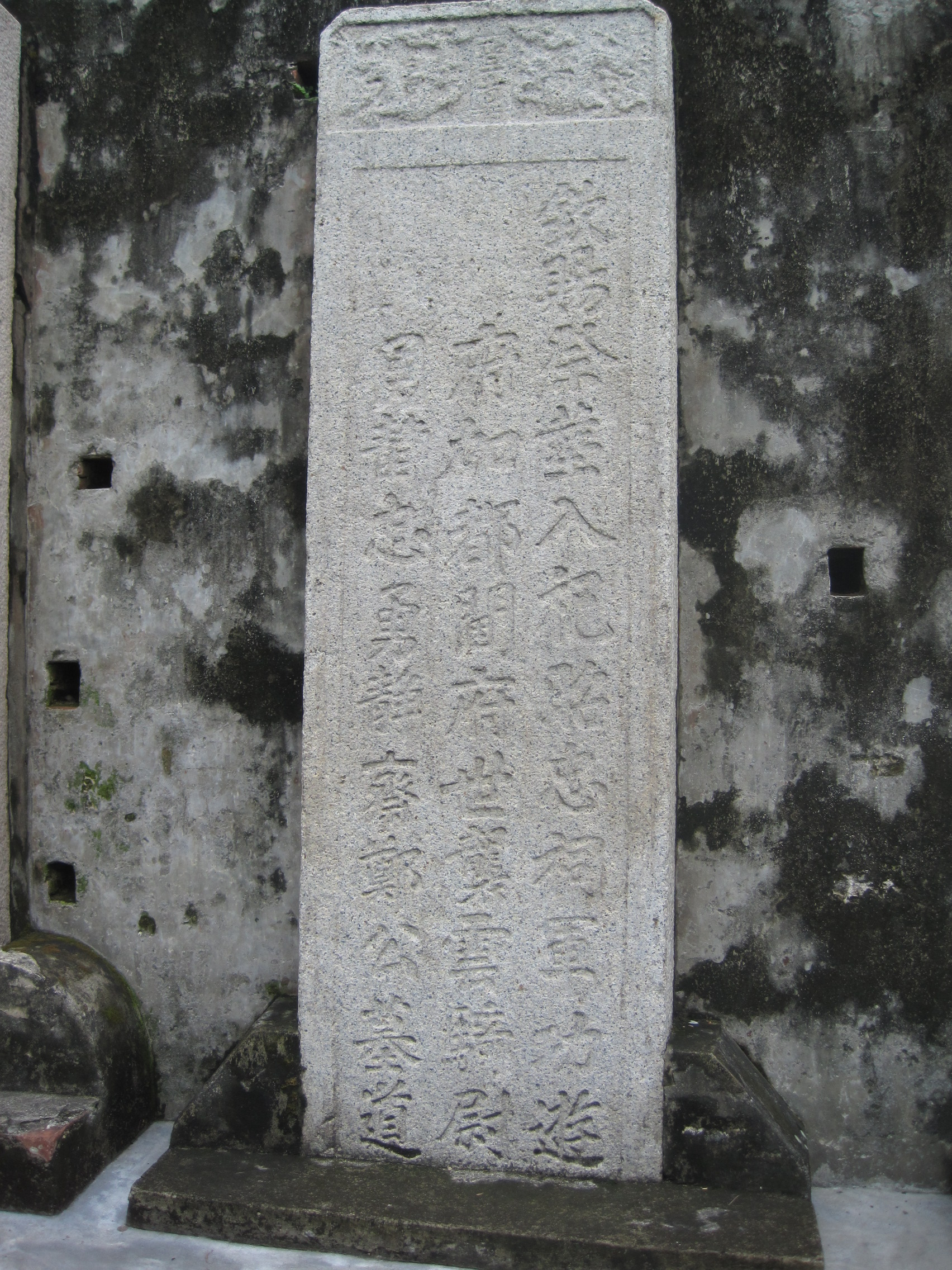
鄭其仁墓道碑（現存赤嵌樓）
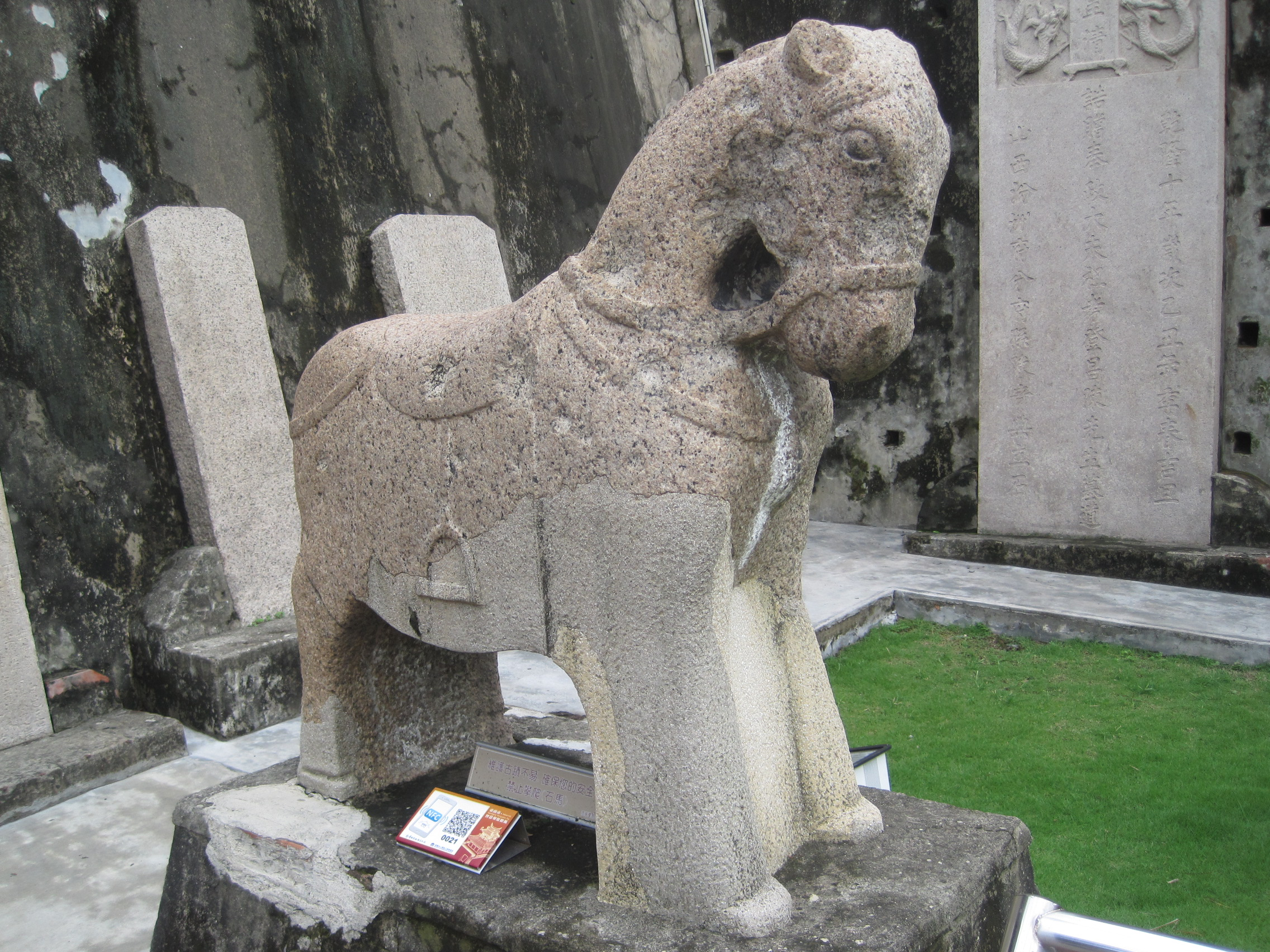
位於赤嵌樓的石馬[註 3]
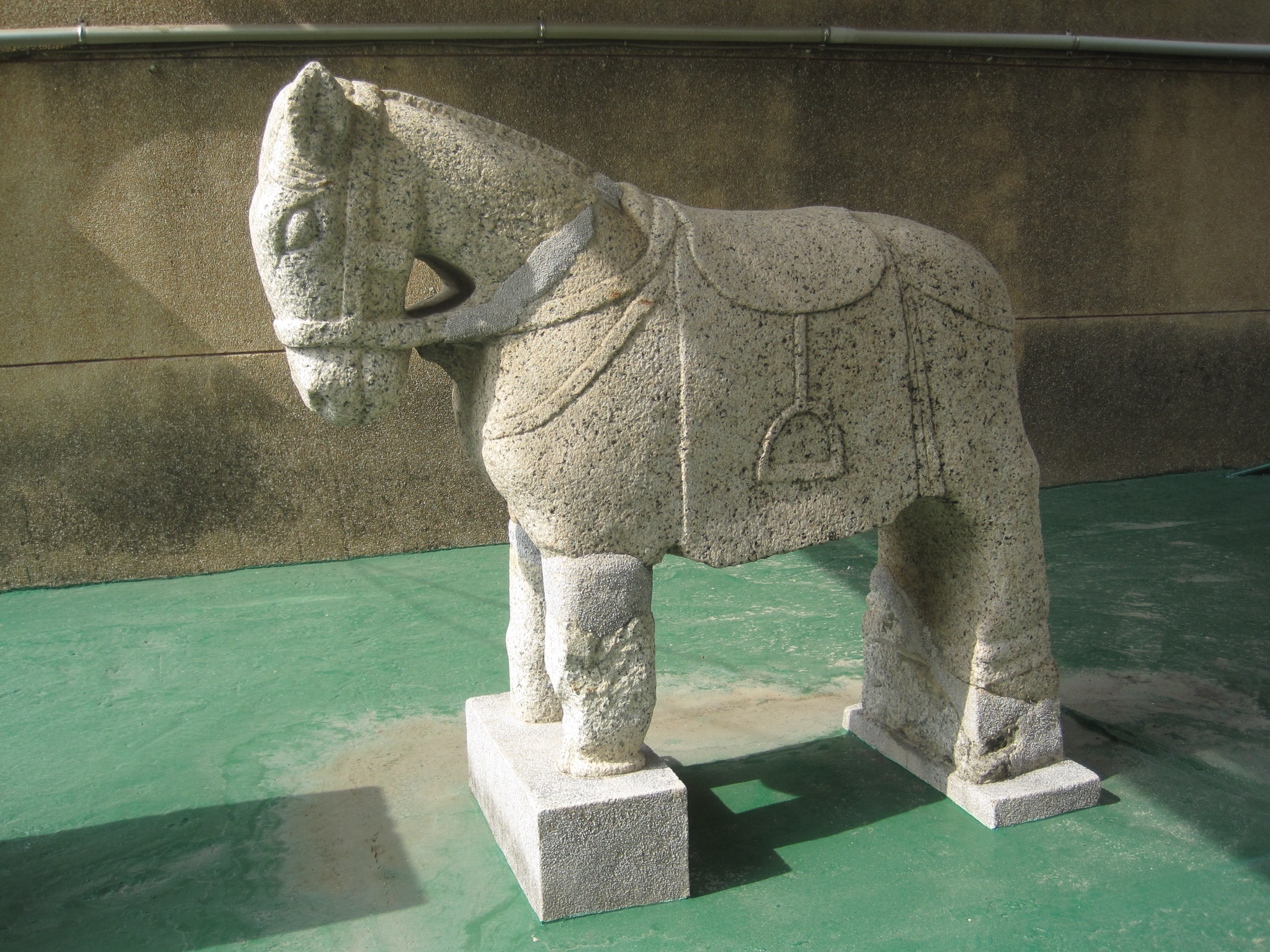
位於鹽行天后宮後方的石馬[註 4]
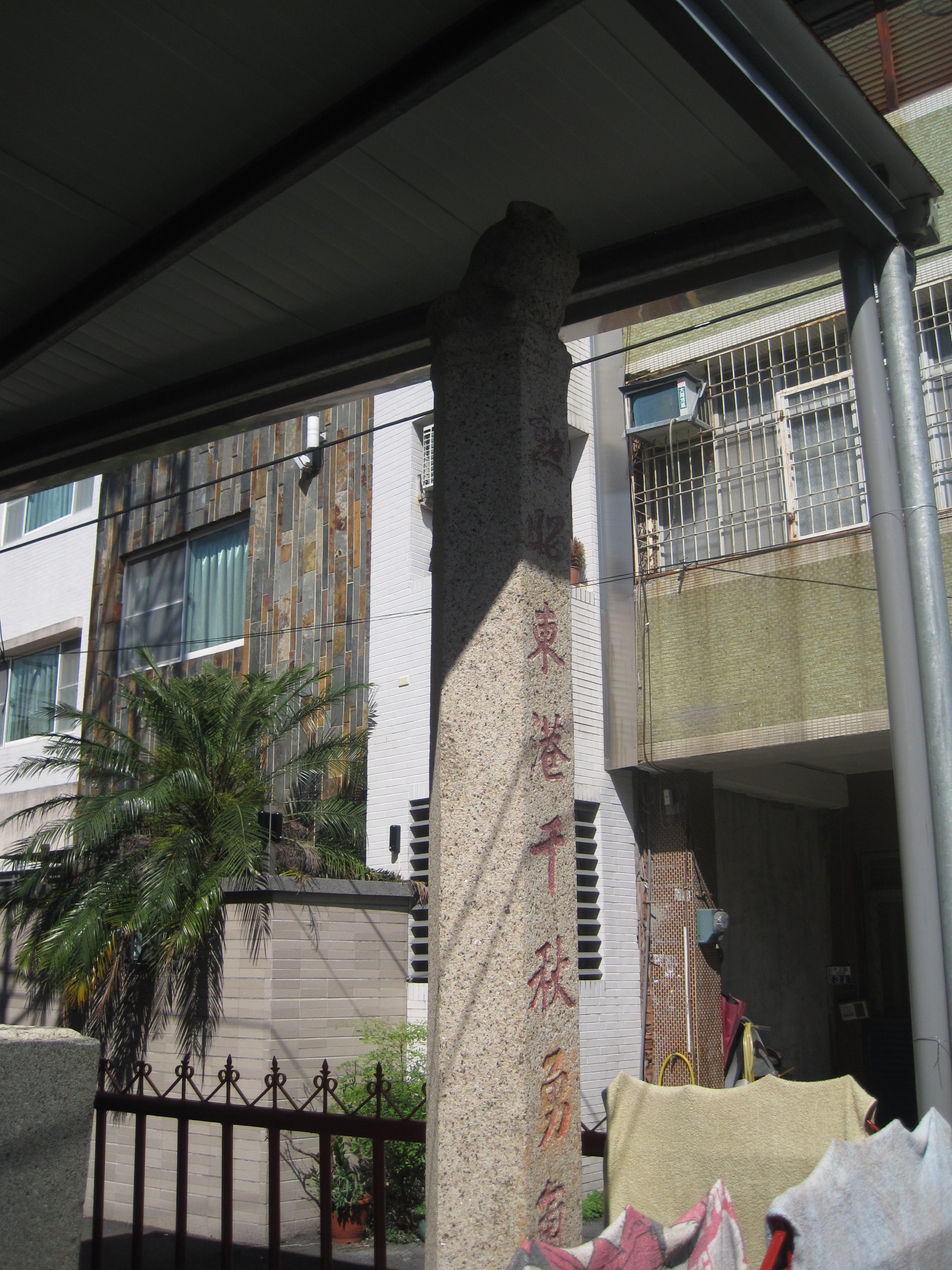
鄭其仁墓前石望柱（位於鹽行天后宮後方）

## 相關
- 林爽文事件
- 赤崁樓石馬

## 連結
- 鄭其仁 臺灣記憶 Taiwan Memory—國家圖書館 （页面存档备份，存于）
- 野田八平，石馬發掘に就て （页面存档备份，存于），臺灣大學特藏臺灣文獻期刊。